# Hostal Empúries
Hostal Empúries és un edifici del municipi de l'Escala protegit com a bé cultural d'interès local.

## Descripció
Situat al nord del nucli urbà de la població de l'Escala, entre la platja del Portitxol i les ruïnes d'Empúries.
Edifici de planta rectangular format per dos grans cossos adossats. La construcció original presenta una planta allargada, formada per tres crugies completament simètriques. Presenta la coberta plana i està distribuïda en planta baixa i pis, amb una gran terrassa situada a la part davantera, edificada al nivell inferior. La façana principal presenta, a la planta baixa, uns grans finestrals rectangulars de vidre dividits amb petites columnetes circulars decorades. Al pis hi ha una filada d'onze finestres rectangulars balconeres, agrupades en grups de quatre a les crugies laterals i de tres a la central. Presenten l'emmarcament motllurat, amb una petita balustrada a la part inferior i guardapols decorat amb dues mènsules a la part superior, que sostenen la cornisa motllurada de la façana. La façana està coronada per una balustrada interrompuda per tres plafons esglaonats, corresponents a cada una de les crugies que conformen l'edifici. El cos que se li adossa és posterior cronològicament. De planta també rectangular, presenta la coberta plana i es distribueix en planta baixa i dos pisos. Majoritàriament, les obertures de la façana principal es corresponen amb finestrals rectangulars. Als pisos superiors tenen sortida a dos balcons correguts, un per planta.
Tota la construcció es troba arrebossada i pintada de color blanc.

## Història
En els seus inicis, aquest edifici era una cafeteria, anomenada Villa Teresita, construït el 1914 per Josep Paradís i Gambó. Però en descobrir-se les restes gregues i romanes als voltants, va ser reconvertit en un hostal per allotjar els arqueòlegs i els turistes. És així com va néixer l'any 1919 l'Hostal Empúries.
A partir de l'any 1993, gràcies al Pla General d'Ordenació Urbana de l'ajuntament de l'Escala, es va protegir la façana.L'any 2007 es van dur a terme una sèrie de reformes de l'edifici.
Es varen endegar unes obres de remodelació i ampliació liderades per la firma Awarquitectes, grup fundat l'any 2004 pels arquitectes Francesco Ranocchi i Nadina Zander.
Guanyador del guardó Turisme de Catalunya 2013 en categoria de Turisme sostenible així com la certificació LEED Gold.